# Range Rover
Range Rover er en serie af luksuriøse offroadere, udviklet af Land Rover i 1960'erne og første gang introduceret i 1970.
Modellen er udstyret med permanent firehjulstræk, skruefjedre og en benzinmotor med 8 cylindre eller dieselmotor med 6 eller 8 cylindre.
Range Rover's konkurrenter er bl.a. Audi Q7, Mercedes-Benz M-klasse, Porsche Cayenne og Volkswagen Touareg.

## Billeder
- Range Rover I 1970-1980
- Range Rover I 1980-1986
- Range Rover I 1987-1994
- Range Rover II 1994–2002
- Range Rover III 2002-2006
- Range Rover III 2006-2009
- Range Rover III 2009–2012
- Range Rover IV 2012–2021